# Красавица Радда (балет)
«Красавица Радда» — балет, поставленный на сюжет рассказа Максима Горького «Макар Чудра» в 1938 году. В ходе рассказа старый цыган Макар Чудра повествует об истории взаимоотношений между гордой красавицей Раддой и певцом и конокрадом Лойко Зобаром. Он сравнивает людей, которые живут сейчас, и тех, кто жил, когда Макар Чудра был ещё ребёнком.

## История
Балет «Макар Чудра» был поставлен в 1938 году в Московском хореографическом театре «Остров танца» в Москве. Композитор Б. В. Асафьев. Балетмейстер — А. В. Шатин, либретто — Волков. Партию Радды исполняла К. Рыхлова, а партию Лойко — Суворов.
30 июня 1938 года в Центральном парке культуры и отдыха (ЦПКиО) имени А. М. Горького роль Радды на «Острове танца» исполнила В. Остратова. Балет планировали поставить в филиале Большого театра, но эта задумка так и не была реализована. Сохранившиеся газетные заметки свидетельствуют о том, что постановка балета не пользовалась успехом и не передавала всю атмосферу героической романтики. Есть мнения, что музыка балета, которую написал Б. В. Асафьев, была маловыразительной. А. В. Шатин не смог передать конфликт и весь драматизм ситуации между главными действующими лицами: Раддой и Лойко Зобаром.